# 22년 테제
22년 테제(일본어: 22年テーゼ 니쥬니넨테에제[*])란 1922년 코민테른에서 써준 『일본공산당 강령 초안』(日本共産党綱領草案)의 통칭이다.
1919년 창립된 코민테른은 1922년 1월 모스크바에서 극동민족대회를 개최했다. 이 대회에 일본 대표로 토쿠다 큐이치 등이 참가해 스탈린에게서 공산당 조직을 결성하라는 지령을 받았다.
토쿠다 귀국 후, 야마카와 히토시・사카이 토시히코・노사카 산조・사노 마나부 등의 대표자회가 열려 코민테른의 방침을 승인하고 제1차 일본공산당이 창당되었다. 1922년 11월 제4차 코민테른 대회에서 일본공산당이 코민테른의 일본지부로 인정받았고, 니콜라이 부하린이 기초한 일본공산당 강령 초안이 제시되었다. 내용은 군주제 폐지, 군대 폐지, 노동자의 무장권, 조선・중국으로부터의 철수, 토지 공유화 등이었다.
이 초안은 일본에서 논의되어(1923년 이시카미이 회의) 이론적으로는 이론(異論)이 없었으나, “군주제 폐지” 항목은 일본에서는 탄압을 초래할 뿐이라며 반대가 있어 심의미필되었다. 얼마 지나지 않아 1923년 6월 공산당이 일제검거를 당했고, 곧이은 관동대지진 이후 해당론이 주장되었기 때문에 22년 테제는 초안으로만 남았다.